# Ора (Ґумма)

36°15′50″ пн. ш. 139°28′3″ сх. д. / 36.26389° пн. ш. 139.46750° сх. д.
О́ра (яп. 邑楽町, おうらまち, МФА: [oːɾa mat͡ɕi̥]) — містечко в Японії, в повіті Ора префектури Ґумма. Станом на 1 жовтня 2007 площа містечка становила 31,12 км². Станом на 1 серпня 2008 населення містечка становило 27 312 осіб.